# San Pablo de Turrubares
San Pablo es un distrito del cantón de Turrubares, en la provincia de San José, de Costa Rica.

## Toponimia
El nombre del distrito proviene en honor al Apóstol Pablo, uno de los apóstoles de Jesús de Nazaret, y patrono del cantón de Turrubares y del distrito de San Pablo y de su respectiva iglesia.

## Historia
En 1840, en el contexto de una organización administrativa del Estado que impulsó el gobierno de Braulio Carrillo Colina, se divide a San José en un total de 26 cuarteles, entre ellos el cuartel de Escazú y Pacaca.
En la Constitución Política del 30 de noviembre de 1848, se estableció una nueva división política y administrativa, que contempló la nomenclatura de provincias, cantones y distritos parroquiales. De entre los distritos parroquiales del cantón de Escazú y Pacaca, se encontraba el muy pequeño poblado de San Pablo de Puriscal (hoy de Turrubares).
El 7 de agosto de 1868, se crea el cantón de Puriscal, procedente del cantón de Escazú y Pacaca. Durante este tiempo, San Pablo (hoy Turrubares) pertenecía al cantón de Puriscal. 
En el gobierno de Julio Acosta García, el 30 de julio de 1920, por decreto n.º 56, se le otorgó el título de villa a la población de San Pablo. Bajo el mismo decreto, se creó Turrubares como cantón de la provincia de San José, designándose como cabecera la villa de San Pablo. Turrubares procede del cantón de Puriscal, establecido este último, en ley n.º 20 del 7 de agosto de 1868.
Mediante la ley n.º 4574 del 4 de mayo de 1970, se promulgó el Código Municipal, que en su artículo tercero, le confirió a la villa de San Pablo la categoría de ciudad, por ser la cabecera del cantón.

## Ubicación
Se ubica en el norte del cantón, a 54 km al oeste de la ciudad de San José y limita al norte con el cantón de Atenas, al oeste con el cantón de Orotina, al suroeste con el distrito de San Juan de Mata, al sur con el distrito de San Pedro, al este con el cantón de Puriscal y al noreste con el cantón de Mora.

## Geografía
San Pablo cuenta con un área de 26,41 km² y una altitud media de 375 m s. n. m.

## Demografía
Para el año 2022, San Pablo cuenta con una población estimada de 1587 habitantes, y para el último censo efectuado, en 2011, San Pablo contaba con una población de 1357 habitantes.

## Localidades
- Barrios: Bajo del Alumbre, Callito, Colegio, Hacienda Villa Verde, Monterrey, Níspero, San Pablo (centro del distrito), Valle Escondido.
- Poblados: Alto Poró, Bolsón, Purires.

## Cultura

### Educación
Ubicadas propiamente en el distrito de San Pablo se encuentran los siguientes centros educativos:
- Escuela de Purires
- Escuela de Monterrey
- Escuela Central de San Pablo
- Colegio Técnico Profesional (C.T.P.) de Turrubares

### Sitios de interés
- Proyecto Hidroeléctrico de Capulín
- Parroquia de San Pablo Apóstol
- Municipalidad de Turrubares
- Parque Central de San Pablo

## Transporte

### Carreteras
Al distrito lo atraviesan las siguientes rutas nacionales de carretera:
- Ruta nacional 137
- Ruta nacional 707

## Concejo de distrito
El concejo de distrito de San Pablo vigila la actividad municipal y colabora con los respectivos distritos de su cantón. También está llamado a canalizar las necesidades y los intereses del distrito, por medio de la presentación de proyectos específicos ante el Concejo Municipal. El presidente del concejo del distrito es la síndica propietaria del partido Nueva Generación, Sergio Rafael Fajardo Morales.
El concejo del distrito se integra por:
| #                       | Partido                     | Nombre                        |
| Síndico propietario     | Síndico propietario         | Síndico propietario           |
| ----------------------- | --------------------------- | ----------------------------- |
| 1                       | Partido Nueva Generación    | Laura Patricia Tenorio Agüero |
| Síndico suplente        |                             |                               |
| 2                       | Partido Nueva Generación    | Fabio Alexis Arias Sandí      |
| Concejales propietarios |                             |                               |
| 3                       | Partido Nueva Generación    | Franklin Gabriel Arias Robles |
| 4                       | Partido Nueva Generación    | Yorleny Agüero Jiménez        |
| 5                       | Partido Liberación Nacional | Rodolfo Mora Sánchez          |
| 6                       | Partido Liberación Nacional | Andreína Soto Monge           |
| Concejales suplentes    |                             |                               |
| 7                       | Partido Nueva Generación    | Keyli Francini Romero Marín   |
| 8                       | Partido Nueva Generación    | Ángel David Rojas Chaves      |
| 9                       | Partido Liberación Nacional | María Fernanda Chaves Jiménez |
| 10                      | Partido Liberación Nacional | Gerardo Agüero Jiménez        |